# モミジガサ
モミジガサ（紅葉笠・紅葉傘、学名: Japonicalia delphiniifolia）は、キク科コウモリソウ属の多年草。別名、シドケ、シトギ、モミジソウ。春、茎が20 - 30センチメートルに伸び、茎先の葉がまだ展開しないものは山菜として食用にされる。

## 名称
モミジガサの名の由来は、傘のように垂れた状態から、モミジのような葉が開くことにちなむ。別名でシドケ、モミジソウとよばれることもある。
全国的にも有名な山菜で、山菜名としてシトキ、シトギ、シドキ、シトケ、シドケ、キノシタ、トウキチ、トウキチナ、トウキチロウなどとよぶ地方もある。長野県の一部ではモミジナ、東北地方や新潟県ではシドケ、シドキ、スドケなど、群馬県と中部地方ではキノシタ、トウキチ、トウキチナとよんでいる。キノシタやトウキチは、スギ林や木陰に生えるため「木の下」の意味に由来し、そこから木下ならば藤吉（藤吉郎）という具合に豊臣秀吉の若いころの名前にちなんでトウキチと洒落になっている。日陰に生えることにまつわる名称も多く、長野県ではヒカゲナ、山梨県ではヒカゲッパとよぶ地域もある。
学名は、1995年以来 Parasenecio delphiniifolius （コウモリソウ属）とされているが、異説として2017年に属を独立した Japonicalia delphiniifolia （モミジガサ属）とする説もあり、米倉浩司・梶田忠 (2003-) 「BG Plants 和名－学名インデックス」（YList）ではこちらを標準学名としている。

## 分布と生育環境
日本原産で、北海道、本州、四国、九州（高地）に分布する。特に丘陵や低い山地の湿り気のある樹林の林床、林縁に自生する。大小の集団を作って群生することが多い。

## 特徴
多年生の草本。茎は直立して、高さは60 - 100センチメートル (cm) 前後になり、無毛、暗紫色を帯びて中空である。下茎でも殖えるので、薄暗い林床で大群落をつくることもある。4月ごろから生長してきて、葉は長い葉柄をもって茎に互生し、葉柄は長さ5 - 15 cmで茎を抱かない。葉身は長さ15 cm、幅10 - 25 cmの半円形で、モミジ状に深く5 - 7裂し、表面は無毛でツヤがあり、裏面にはまばらに絹毛がある。若いときは茎葉とも柔らかい。
花期は夏から初秋にかけて（8 - 9月ごろ）。葉から抜き出た花茎の先に円錐花序をつくり、やや紫色を帯びた白色の頭花を数十個集まってつく。総苞は長さ15ミリメートル (mm) 、直径6 mmくらいの筒状で、乳白色、総苞片は5個。頭花は5個の小花からなり、すべて両性の筒状花。小花の花冠は5裂し、雌蕊の花柱の先は2つに分かれて大きく反り返る。10月ごろになると、果実を風に飛ばす準備ができる。
- 山菜とされる芽出しの頃
- 花冠は5裂する

## 利用
ブナ林を代表する山菜で、4 - 5月ごろ、寒冷地では6月ごろまでに若い葉、茎の部分を採取して食用にする。東北地方では「シドケ」と称して「山菜の王様」扱いをされているという。
20 - 30 cmほどに伸びた葉が開き切る前の芽立ちを摘んだら、乾燥しないように湿らせた新聞紙などに包み、ビニール袋などに入れて持ち帰る。芽立ちの大きさは地域や場所によって著しく異なり、多雪地方で雪解け後に出る若芽は太さ1 cmにもなり、やわらかく根元からでも折り取れる。雪のない地方では、芽生えると間もなく葉が開いてしまうため、上のほうのやわらかい葉の部分だけを摘み取る。群生しているが、資源保護のため間引くように採り、採りすぎないように注意喚起されている。
塩を加えて香りを逃さないように手早く茹でたら、水にさらしてよく水気を切り、主におひたし、ごま・からし・酢味噌などの和え物、油炒め、煮つけ、煮物、煮びたしなどにして食べられる。また、生で天ぷらにもできる。風味は、セリに似た独特な香りとシャキシャキした歯ごたえ、ほろ苦さがある。

## 似ている植物
近縁のヤブレガサ（学名: Syneilesis palmata）は、若芽が綿毛に覆われ、番傘をすぼめたような姿をしており、葉が開いて生長すると綿毛が取れてモミジガサに姿がよく似る。ヤブレガサは葉がより深く裂けるため見分けがつく。ヤブレガサやヤマタイミンガサ（学名: Taimingasa yatabei）の若芽や若葉は、同様に食べられるが、アクが強く、食味の評価は「モミジガサよりも味が落ちる」とも評されている。
有毒植物であるトリカブトの葉に似ていることから注意が必要である。2016年にはトリカブトを誤食し、死に至った事例が日本で報告されている。